# Pterostichus obsidianus
Pterostichus obsidianus är en skalbaggsart som beskrevs av Thomas Casey. Pterostichus obsidianus ingår i släktet Pterostichus och familjen jordlöpare. Inga underarter finns listade i Catalogue of Life.